# سوساک-دونگ
سوساک-دونگ (به لاتین: Susaek-dong) یک منطقهٔ مسکونی در کره جنوبی است که در ناحیه یونپیونگ واقع شده‌است.